# Pseudachorutes boerneri
Pseudachorutes boerneri är en urinsektsart som beskrevs av Schött 1902. Pseudachorutes boerneri ingår i släktet Pseudachorutes, och familjen Neanuridae. Arten är reproducerande i Sverige.